# Albert Demuyter
Albert Demuyter (ur. 31 stycznia 1925 w Ixelles, zm. 7 września 2011 w Etterbeek) – belgijski francuskojęzyczny polityk i samorządowiec, parlamentarzysta krajowy, w latach 1981–1983 minister w rządzie federalnym.

## Życiorys
W trakcie II wojny światowej działał w ruchu oporu, był czasowo więziony. Służył też w belgijskiej marynarce. Z zawodu przedsiębiorca. Działacz Partii na rzecz Wolności i Postępu, a po podziale tej formacji członek Partii Reformatorsko-Liberalnej. W 1953 zasiadł w radzie miejskiej w Ixelles, od 1965 był członkiem władz wykonawczych, a w latach 1973–1993 sprawował urząd burmistrza. W latach 1965–1968 wykonywał mandat posła do Izby Reprezentantów, między 1968 a 1987 wchodził w skład Senatu.
W 1980 był sekretarzem stanu i zastępcą ministra do spraw wspólnoty francuskiej. Od grudnia 1981 do stycznia 1983 zajmował stanowisko ministra do spraw Regionu Stołecznego Brukseli i klasy średniej w piątym gabinecie Wilfrieda Martensa.